# Margret van Munster
Margret van Munster (* 13. November 1920 in Rodenkirchen; † 22. Februar 2010 ebenda) war eine deutsche Bühnen- und Filmschauspielerin.

## Leben
Margret van Munster war die Tochter von Richard und Grete Fackeldey, welche maßgeblich an der Gründung und Führung des Unternehmens Opekta beteiligt waren. Sie hatte zwei Geschwister. Ihre Zwillingsschwester Gisela Fackeldey war ebenfalls als Schauspielerin tätig und ihre Schwester Ilse Fackeldey arbeitete als Ärztin.

Margret van Munster besuchte die Schauspielschule in Berlin unter der Leitung von Gustaf Gründgens. Sie spielte danach an diversen Bühnen, darunter in Prag, München und Düsseldorf. Ab den 1970er-Jahren trat sie immer wieder in kleineren Rollen im Fernsehen auf, so 1975 als „Lavarande“ in dem Dreiteiler Der Strick um den Hals und 1987 als „Eva-Louise Rabenack“ in der ARD-Vorabendserie Diplomaten küsst man nicht.

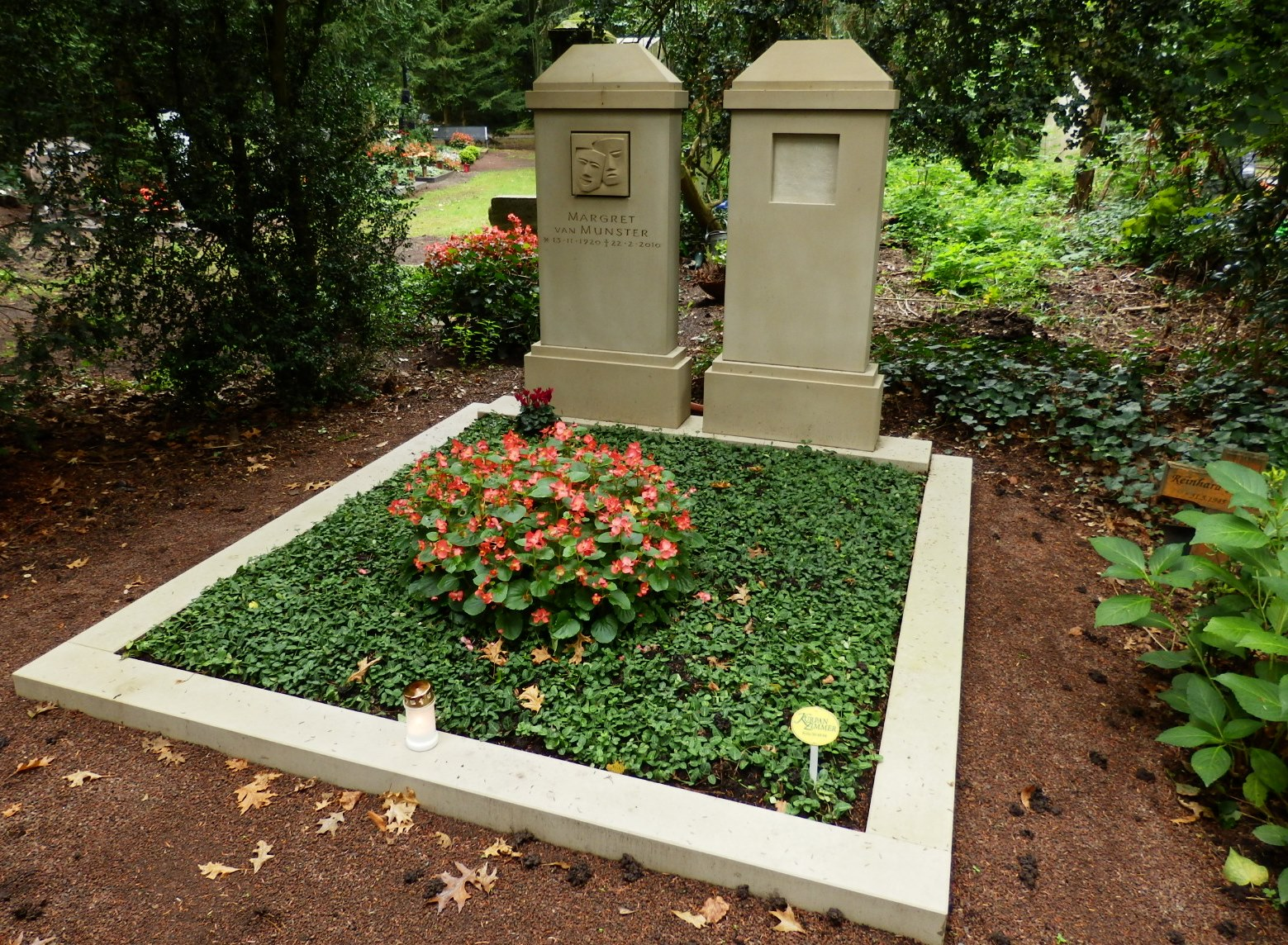
Grabstätte von Margret van Munster auf dem Kölner Südfriedhof

Einem breiten Publikum bekannt wurde sie als resolute Rosemarie Koch in der ARD-Serie Lindenstraße; eine Rolle, die sie fast 19 Jahre lang verkörperte, von Dezember 1988 (Folge 157) bis Mai 2007 (Folge 1119). Nach dem Ausstieg von Annemarie Wendl im Mai 2006 war van Munster die älteste aktive Darstellerin in der Serie. Ende 2006, so der WDR, hatte dann auch van Munster den Wunsch geäußert, aus Altersgründen aus der Serie ausscheiden zu wollen. In Folge 1119 (13. Mai 2007) trat sie letztmals auf. Der Zuschauer erfuhr in Folge 1121 (27. Mai 2007), dass die von ihr dargestellte Figur unerwartet an einem Herzstillstand gestorben sei. Auch in der Persiflage Entführung aus der Lindenstraße hatte van Munster 1995 einen kurzen Auftritt als Putzfrau.
Margret van Munster starb am 22. Februar 2010 im Alter von 89 Jahren in Köln. Ihre Grabstätte befindet sich auf dem Südfriedhof (Flur 14).

## Filmografie
- 1965: Verhör am Nachmittag
- 1967: Die Katze im Sack oder Der Sänger aus Bordeaux
- 1968: Die Reisegesellschaft
- 1968: Der Idiot (TV-Dreiteiler)
- 1971: Express (Comedyserie)
- 1973: Smog
- 1975: Der Strick um den Hals (TV-Mehrteiler)
- 1978 Drei Damen vom Grill (Staffel 1. Folge 10.)
- 1978: Lady Audleys Geheimnis (TV-Zweiteiler)
- 1987: Diplomaten küsst man nicht (Fernsehserie)
- 1988–2007: Lindenstraße (Fernsehserie, 423 Folgen)
- 1995: Die Wache (Fernsehserie, 1 Folge)
- 1995: Entführung aus der Lindenstraße